# ドラム式捲揚機
ドラム式捲揚機(ドラムしきまきあげき）は、鉱山のエレベーターや斜坑用ケーブルカーの捲揚を行う施設。

## 解説
竪坑や一部のスキップ式斜坑で使用された。
若干の斜度を付けて設置され、巻かれたワイヤーが多くなって直径が太くなれば速度が上昇するため、巻きが多くなる側が細くなる形となっている。通常は巻きが逆となるものを2つ組み合わせ、横に並べて使用し、片方が揚がると片方が下りる動作となる。
この捲揚機が使われる竪坑には、金属の骨組みのオープン形の櫓が使われる。スキップ櫓を設置するスキップ式の斜坑でもドラム式捲揚機が使われるが、この櫓もオープン型である。
後からケーペ式捲揚機に取り替えられた事例もある。